# Aethria melanobasis
Aethria melanobasis är en fjärilsart som beskrevs av Druce 1897. Aethria melanobasis ingår i släktet Aethria och familjen björnspinnare. Inga underarter finns listade i Catalogue of Life.